# Alibi (powieść Tami Hoag)
Alibi (ang. Alibi) jest powieścią kryminalną autorstwa Tami Hoag.

## Opis
Książka opowiada o Helenie Estes, która jest detektywem. Helena szuka mordercy Iriny Markowej, z którą pracowała w stadninie koni. W poszukiwaniu Iriny Helenie pomaga jej były kochanek, oraz detektyw James Landry. Głównym podejrzanym jest były narzeczony Estes, przed kilku laty uniewinniony – mimo zeznań Heleny – z oskarżenia o gwałt i morderstwo.